# Allium grosii
Allium grosii är en amaryllisväxtart som beskrevs av Font Quer. Allium grosii ingår i släktet lökar, och familjen amaryllisväxter. IUCN kategoriserar arten globalt som livskraftig. Inga underarter finns listade i Catalogue of Life.